# サウンド・オブ・クドゥル
"サウンド・オブ・クドゥル"とはブラカ・ソン・システマにDJズノビア、M.I.A.、サボローザ、プート・プラータが参加したクドゥーロ（クドゥル）の曲であり、2008年にリリースされたアルバムブラック・ダイアモンドに収録された。この曲はアンゴラで録音され、この歌のビデオは2007年に撮影された。"サウンド・オブ・クドゥル"はまたM.I.A.のアルバムカラにスペシャル・エディションが収録されている。Pitchfork Mediaはこの歌を2008年彼等のベスト・トラック97番に置いた。

## ミュージック・ビデオ
ビデオは2007年にアンゴラにて撮影され、ボーカルや国、都市の様子、通り、庭のパーティー、地元のダンサーが参加している。このビデオは2008年3月にブロゴスフィアを通じてYouTubeに投稿された。

## チャート
| Chart (2008)            | Peak |
| ----------------------- | ---- |
| Portugal Singles Top 50 | 29   |

## 脚註
1. ↑  Tom Ewing (2008年12月15日). “The 100 Best Tracks of 2008”. Pitchfork Media. 2008年12月17日時点のオリジナルよりアーカイブ。2008年12月15日閲覧。
2. ↑  “"Buraka Som Sistema and MIA - Sound of the Kuduro"”. acharts.us (2008年). 2008年5月13日閲覧。